# 陳光昭
陳光昭為中國清朝武官官員，本籍福建。1775年武進士出身的陳光昭於1792年（乾隆57年）奉旨接替孫全謀，於台灣地區擔任台灣水師協副將。而隸屬台灣鎮之下的此官職是台灣清治時期的這階段，全台灣的海防軍事層級最高武將，其統帥三標水營，數千名水師兵勇。
| 前任： 孫全謀 | 台灣水師協副將 1792年上任 | 繼任： 陳上高 |

| 前任： 胡振聲 | 澎湖水師協副將 1797年上任 | 繼任： 何定江 |